# 金剛院 (八王子市)
金剛院（こんごういん）は、東京都八王子市にある高野山真言宗の寺院。

## 歴史
1576年（天正4年）、真清によって開山された。当初は「明王院」という名称であり、現在地よりも南の方にあった。1631年（寛永8年）に現在地に移転し、伽藍を整備した。
江戸時代、当寺の寺領は3段2畝だけで経済的に苦しかったが、1891年（明治24年）に「準別格本山」、1992年（平成4年）に「別格本山」と寺格を上げていった。
1945年（昭和20年）の八王子空襲で焼失した。現在の本堂は1970年（昭和45年）に再建された。

## 交通アクセス
- 八王子駅より徒歩15分。